# $ick

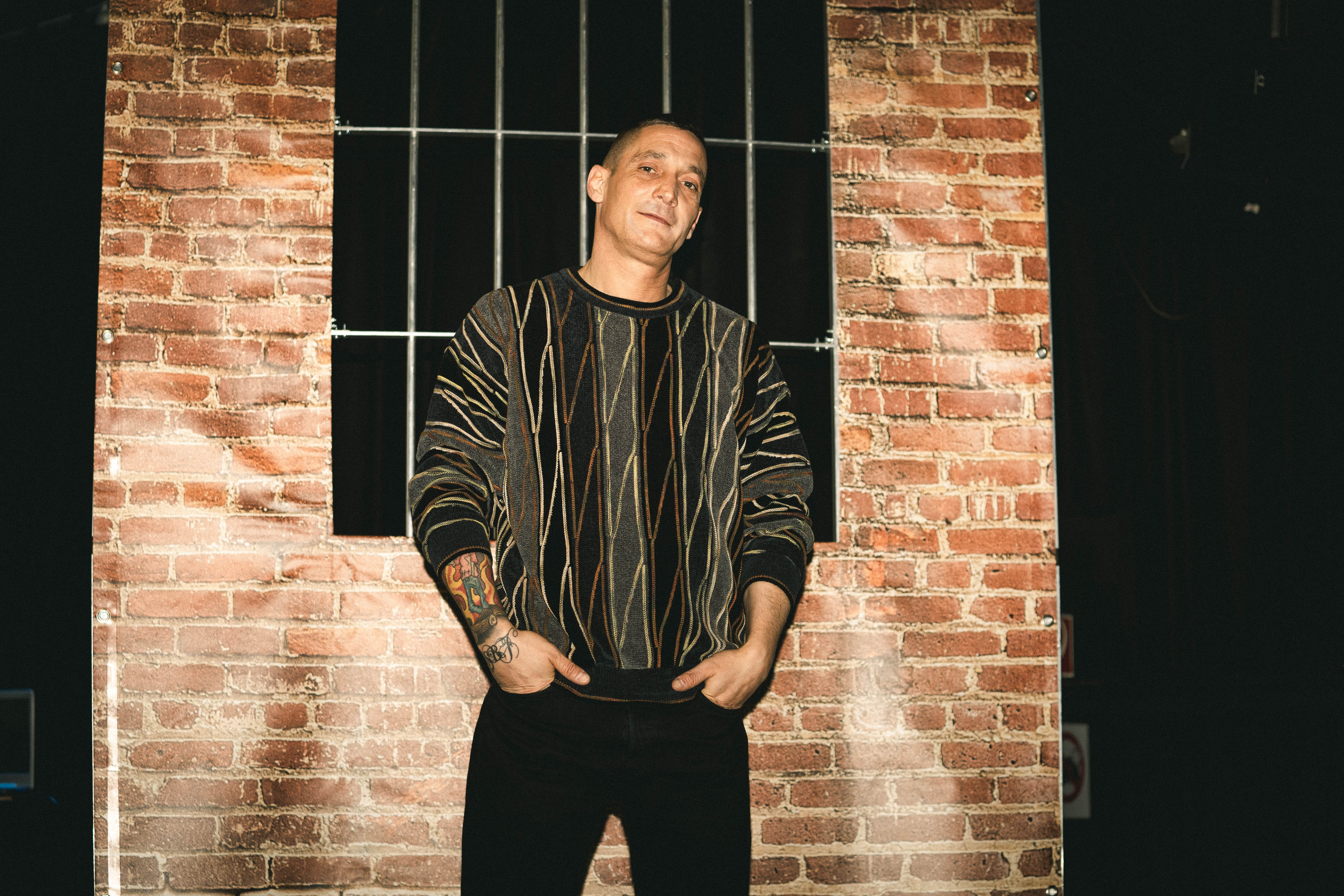
Sick während der „Shore, Stein, Papier“-Lesetour

Sick, stilisierte Eigenschreibweise $ick, bürgerlicher Name Andre Welter (* 21. Januar 1973 in Homburg, Saarland), ist ein deutscher Webvideoproduzent und Autor. Bekannt wurde er vor allem durch die YouTube-Serie „Shore, Stein, Papier“, in der Sick über seine Vergangenheit als Suchtkranker berichtet. Im Oktober 2016 ist „Shore, Stein, Papier“ auch in Buchform erschienen.

## Leben
Sick wuchs in einer Familie auf, die auch von der Trennung seiner Eltern geprägt war. Als er vier Jahre alt war, ließen sich seine Eltern scheiden. Mit 13 zogen er und seine Mutter nach Hannover. Im selben Alter begann er Cannabis zu konsumieren. Mit 15 nahm er das erste Mal Heroin und rutschte nach kurzer Zeit in die Kriminalität ab. An seinem 18. Geburtstag, im Januar 1991, folgte der Rauswurf aus seinem Elternhaus. Von da an lebte Sick bis zu seiner ersten Inhaftierung im November 1991 in Obdachlosigkeit. Bis Ende 2002 folgten insgesamt vier Haftstrafen und mehrere erfolglose Therapieversuche. Sick gab an, auch im Gefängnis Drogen konsumiert zu haben und berichtete von etlichen Ausbruchsversuchen.
2005 begann Sick zu rappen. Gemeinsam mit seinem Freund Ramon Diehl, dem Geschäftsführer von 16BARS, gründete er das Rap-Label Sikkboy Entertainment. Zudem fing er an seine Geschichten aufzuschreiben. In dem Online-Blog „Diary of a Thug“ veröffentlichte er bis 2006 jeden Sonntag eine Geschichte aus seinem Leben.
Bis 2012 fiel Sick trotz mehrerer freiwilliger Entgiftungen immer wieder in die Heroinsucht zurück. Er nahm an einem Methadon-Programm teil und hält sich heute von harten Drogen fern. Die Substition mit Methadon beurteilt er kritisch: „Die ganzen Methadonprogramme empfinde ich wie einen großen Wartesaal. Über Jahre hinweg bleibt man im gleichen Stadium, weil man jeden Tag auf einem künstlichen Opiat ist. Subutex und Methadon musst du später entgiften. Es dauert Monate, bis das aus den Knochen raus ist. Du kannst nicht schlafen, nichts fressen, und alles tut weh. Der Rückfall ist im Grunde vorprogrammiert.“
Über 16BARS bekam er 2012 ein eigenes Format auf dem damals neu gegründeten YouTube-Kanal „zqnce“. In der Video-Biographie Serie „Shore, Stein, Papier“ erzählt Sick von seinen Lebenserfahrungen auf der Straße, mit Drogen und vom Gefängnis. Bis September 2016 erschienen 380 Folgen, nach seinen Angaben zwei Tage und 17 Stunden Videomaterial, sowie einige Specials. Die Videos wurden millionenfach geklickt. Er habe die Dreharbeiten „wie eine Therapie“ empfunden, schrieb er später. Dabei sei es ihm wichtig, nicht moralisch oder tugendhaft zu wirken. Es gehe nur vordergründig um Drogen und Kriminalität: „Im Grunde geht es doch nur um bestimmte Emotionen und was sie mit einem machen.“ Der Titel der Serie ist an das Knobelspiel Schere, Stein, Papier angelehnt und soll zeigen, wie früh Sick süchtig wurde, während Gleichaltrige noch das Spiel spielten. Im Titel werden Szeneausdrücke verwendet; Shore bezeichnet dabei Heroin, Stein steht für Kokain oder Klunker und Papier für Geldscheine.
Im Oktober 2016 erschien zudem seine Biografie „Shore, Stein, Papier“ im Buchformat über den Piper Verlag. Sie trägt den Untertitel „Mein Leben zwischen Heroin & Haft“.
Ebenfalls seit 2016 ist Sick mit seinem Liveprogramm unterwegs und hält dabei Lesungen in ganz Deutschland, Österreich und der Schweiz.
Zeitgleich gründete er mit dem Produzenten von „Shore, Stein, Papier“ Paul Lücke, sowie einigen anderen den gemeinnützigen Verein „Stigma e. V.“ „Stigma e. V.“ beschreibt sich selbst als Verein zur Auf- und Erklärung von gesellschaftlicher Stigmatisierung. Der Verein entwickelte aus Sicks Biographie das Konzept „Lernen aus Lebenserfahrungen“, womit Sick und Stigma Aufklärungsarbeit über den Zusammenhang von Emotionen und Konsum an deutschen Schulen leisten.
Anfang 2021 eröffnete Sick seinen eigenen YouTube-Kanal.

## Rezeption
Der Schriftsteller Airen schrieb über das Videoblog „Shore, Stein, Papier“ in einem Artikel für die Welt:
„Die Interviewreihe mit dem Ex-Junkie ermöglicht den direkten Einblick in eine Realität, von der man als normaler Medienkonsument sonst kaum erfahren würde. Das hier ist kein Präventionsfernsehen, keine effekthascherische Doku, aber auch keine Glorifizierung der Unterwelt. Es ist das Zeugnis eines Lebens. Viele der zwanzigtausend Clicks kommen wohl auch von Leuten, denen dieses Leben sehr fremd ist. Es ist vor allem die unprätentiöse und ehrliche Art zu erzählen, die viele Menschen das Videoblog jede Woche anklicken lässt.“
Alexander Jürgs von der Frankfurter Allgemeinen Zeitung schrieb:
„Die Menschen interessieren sich für die schonungslosen Beichten des Ex-Junkies. $ick nimmt kein Blatt vor den Mund, ist ehrlich gegenüber sich selbst, das macht seine Videos so beeindruckend, so fesselnd.“ 

## Auszeichnungen
- 2015 erhielt Sick für das Format „Shore, Stein, Papier“ den Grimme Online Award für Außerordentliche Journalistische Leistung in der Kategorie Publikumspreis.[22]
- Sein Buch „Shore, Stein, Papier – Mein Leben zwischen Heroin & Haft!“ schaffte es 2016 auf die Spiegel-Bestseller Liste.